# Stian Tønnesen
Stian Hauge Tønnesen, född 2 mars 1974 i Sarpsborg, är en norsk handbollstränare och tidigare handbollsspelare (mittnia).

## Karriär
Stian Tønnesen har i Norge spelat för Drammen HK och Elverum Håndball. I Sverige spelade han 1998 till 2003 för IFK Ystad. Han har främst spelat i tyska Bundesliga i tio säsonger för TuS Nettelstedt-Lübbecke 2003–2007 och för SC Magdeburg 2007–2013. Sedan spelade han 2013–2016 för Malmö HK som spelande assisterande tränare, innan han avslutade karriären och blev tränare i HK Malmö.
Mellan 2002 och 2004 spelade han 13 landskamper för det norska handbollslandslaget. Han var alltså 28 vid debuten och klarade aldrig att konkurrera ut Glenn Solberg eller Børge Lund.
I november 2021 meddelade han att han skulle lämna HK Malmö efter säsongen 2021/2022. Han presenterades senare som ny huvudtränare för IFK Kristianstad med start säsongen 2022/2023.